# Marbre jaune de Sienne

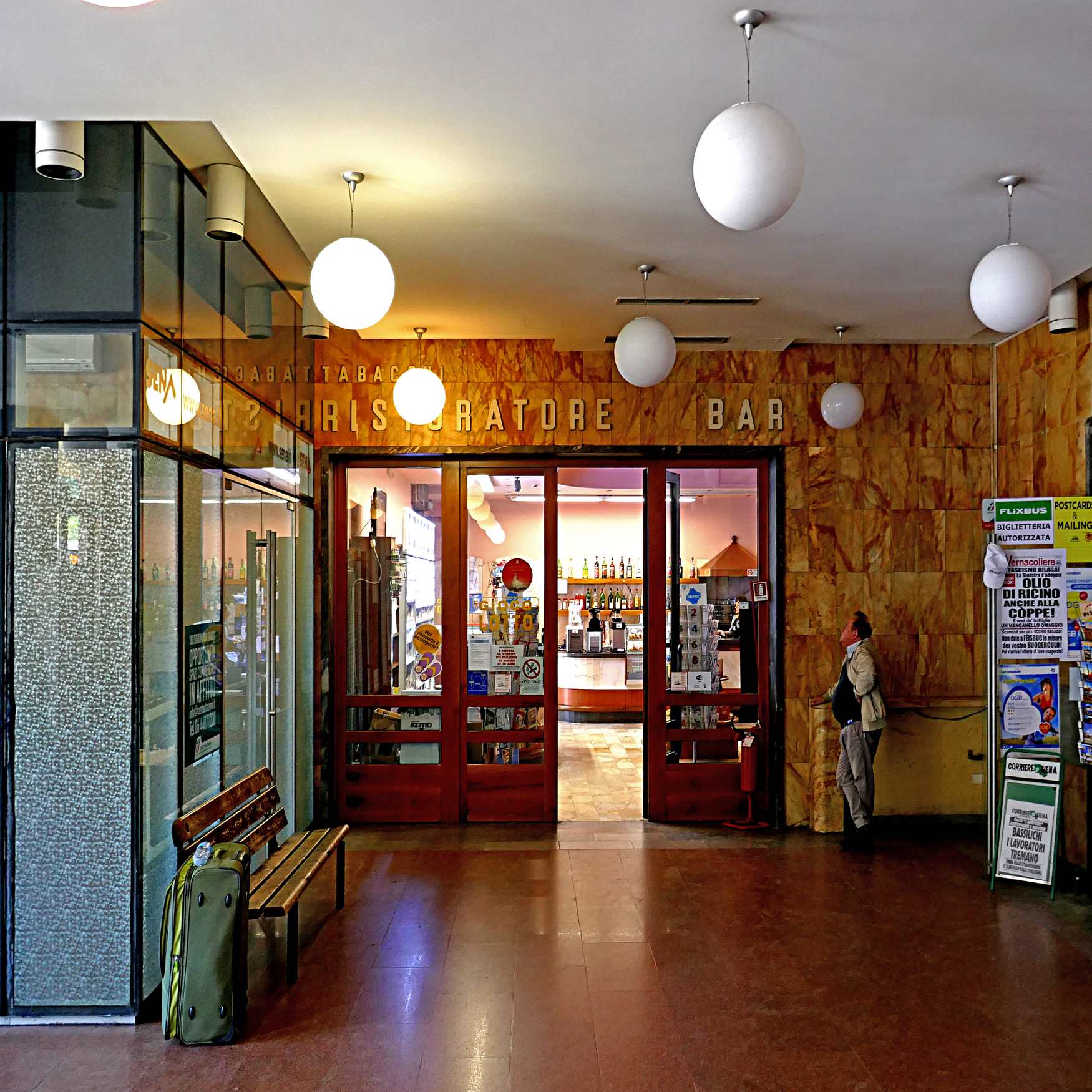
Murs extérieurs de la gare de Sienne en marbre jaune de Sienne

Le marbre jaune de Sienne est un des marbres modernes, extrait principalement des carrières de Colle di Val d'Elsa en province de Sienne, de couleur ocre jaune, avec des nuances de terre de Sienne et des veinages blancs (parfois strié par quelques veines vertes à la limite du noir).
Ses couleurs particulières le font souvent imiter en peinture (marbre chiqueté).

## Variantes
Tous issus de carrières près de Sienne :

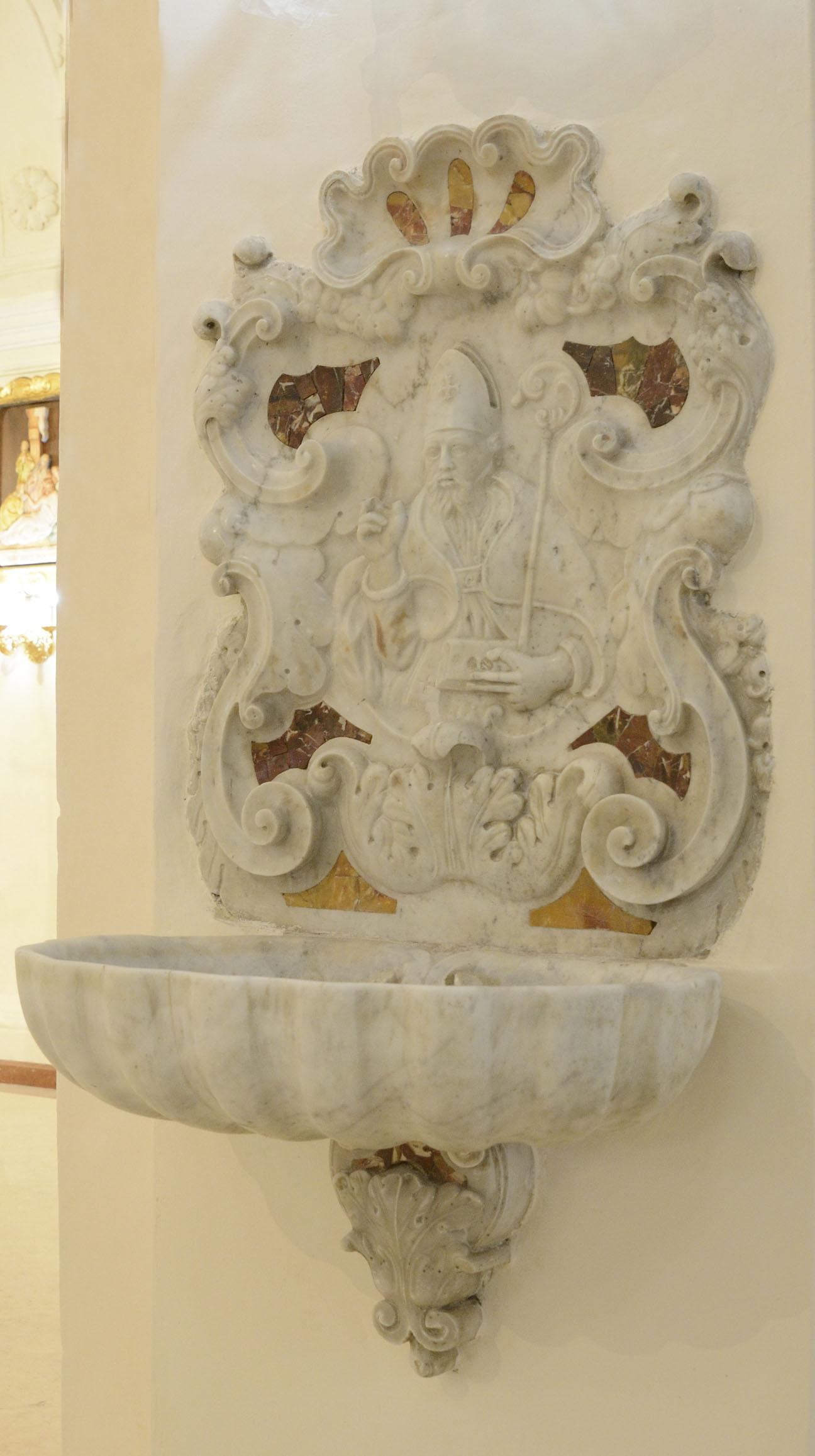
Bénitier en marbre blanc de Carrare allié de jaspe de Sicile et de marbre jaune de Sienne, 1764

- Bénitier en marbre blanc de Carrare allié de jaspe de Sicile et de marbre jaune de Sienne, 1764« Brocatelle » de Sienne (Montagnola senese) : grandes taches jaune d'œuf entouré de veines de rouge vineux, voire pourpre.
- de Montarrenti (Sovicille) : jaune veiné de noir[4].
- de Poggio di Rossa : sombre veiné de jaune et de noir[5].
- de Tonni : bariolé de taches jaunes, violettes et blanches[5].

## Destinations du marbre extrait
- Bâtiments publics,
- Édifices privés,
- Plaques commémoratives (Église de l'Emm)
- Socle de statue (piédestal de la Vénus de Médicis du Musée Napoléon[6])
- Carrelage des sols (hall d'entrée du Chrysler Building)
- Revêtement de cheminée
- Garniture d'objets décoratifs (vase, porte-buvard)[7]
- Galets décoratifs pour les jardins, les bassins, la création de rivière sèche, la délimitation de massif, de rocaille, de jardin japonais.
- Autres (comptoir du Caffè-Pasticceria Baratti & Milano)

## Traces archéologiques
Des fragments de ce marbre ont été retrouvés sur le site archéologique de Carthage.